# Сосново-дубові ліси Сьєрра-де-Хуареса та Сьєрра-де-Сан-Педро-Мартира
Сосново-дубові ліси Сьєрра-де-Хуареса та Сьєрра-де-Сан-Педро-Мартира (ідентифікатор WWF: NA0526) — неарктичний екорегіон хвойних лісів помірної зони, розташований на Каліфорнійському півострові на північному заході Мексики.

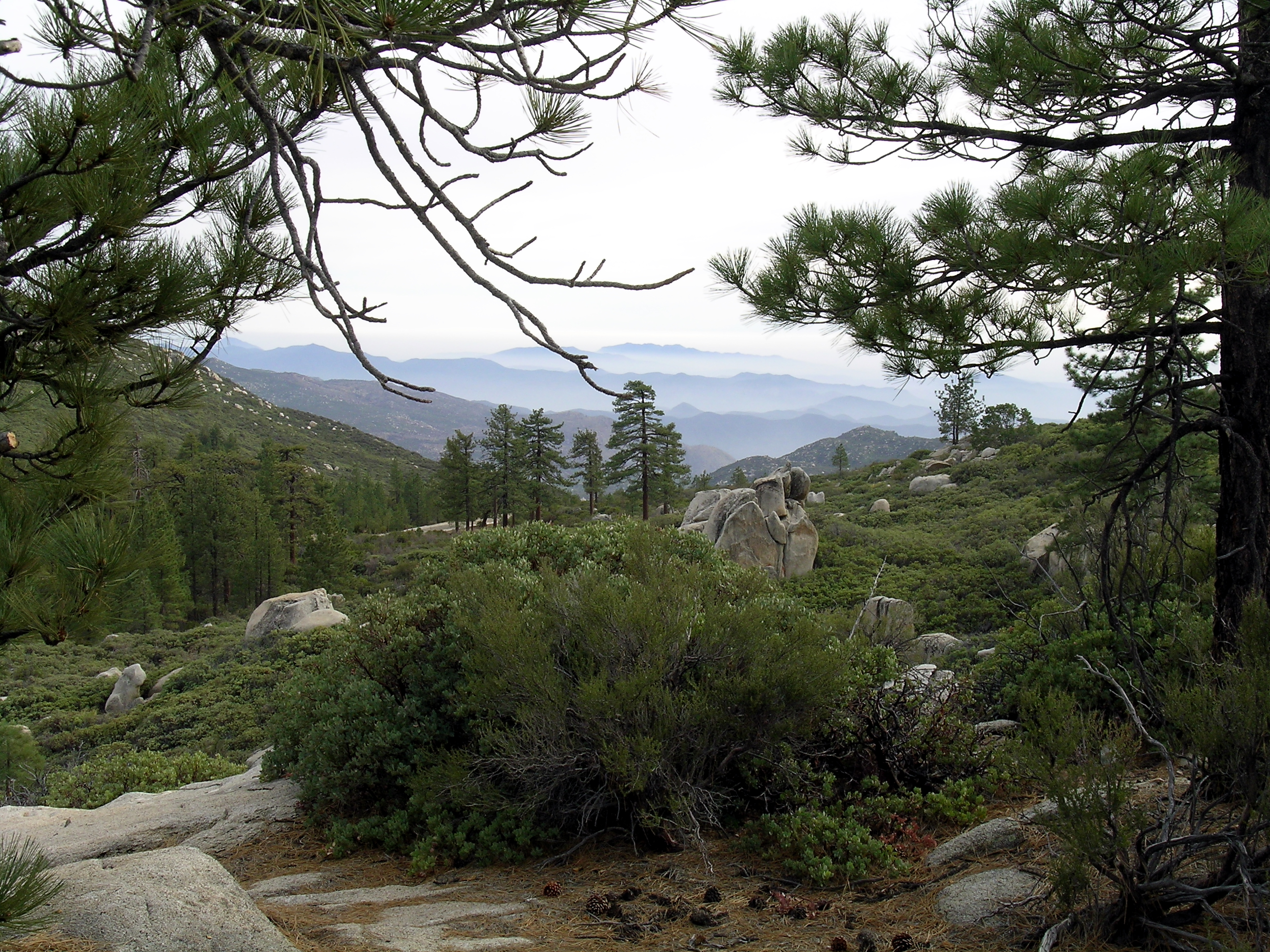
Високогір'я Сьєрра-де-Сан-Педро-Мартира

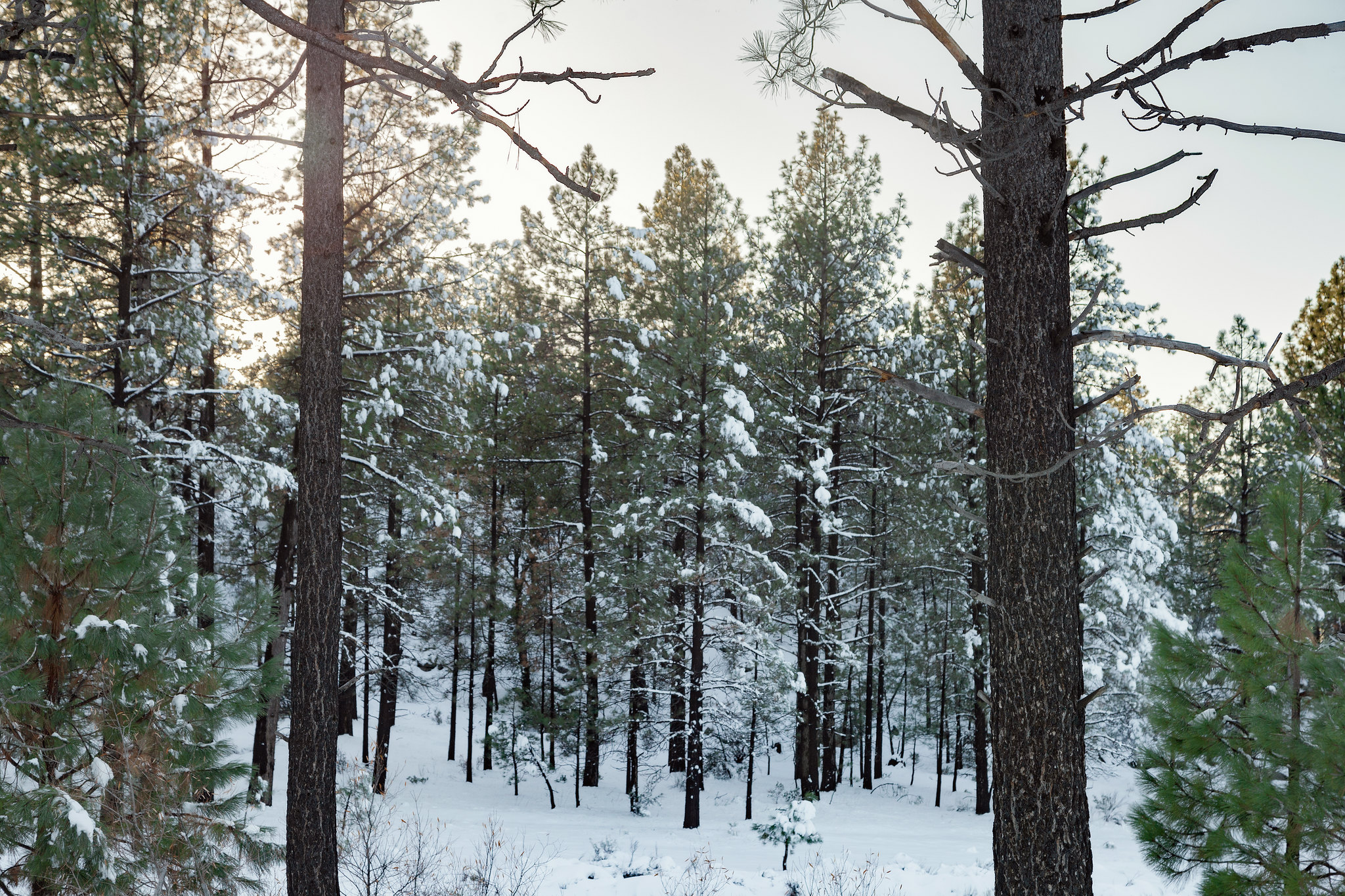
Засніжений зимовий ліс в горах Сьєрра-де-Хуарес

## Географія
Екорегіон сосново-дубових лісів Сьєрра-де-Хуареса та Сьєрра-де-Сан-Педро-Мартира охоплює високогір'я гірських хребтів Сьєрра-де-Хуарес та Сьєрра-де-Сан-Педро-Мартир, що простягаються з півночі на південь через північні райони Каліфорнійського півострова. Ці гори є частиною Півострівних хребтів, що простягаються від Південної Каліфорнії в США на південь через центральну частину штатів Нижня Каліфорнія та Південна Нижня Каліфорнія в Мексиці.
Основу брилових гір екорегіону складають мезозойські граніти. Їхні східні схили більш стрімкі, ніж західні. Тут переважають молоді, неглибокі, слабко розвинені кам'янисті ґрунти, бідні на поживні речовини. Середня висота гір регіону становить 1100-2800 м над рівнем моря. Найвищою вершиною Сьєрра-де-Хуареса є гора Торре-Бланко заввишки 1794 м, а найвищою вершиною Сьєрра-де-Сан-Педро-Мартира та всієї Нижньої Каліфорнії — гора Пікачо-де-Дьябло або Пік Диявола заввишки 3096 м. В горах екорегіону беруть початок багато річок, зокрема Лас-Пальмас, Гвадалупе, Сан-Антоніо, Сан-Тельмо та Дель-Росаріо . Більшість річок стікають до Тихого океану на захід, а деякі — до Каліфорнійської затоки на схід.
На західних схилах Сьєрра-де-Хуареса та Сьєрра-де-Сан-Педро-Мартира ліси екорегіону переходять у чапараль прибережних районів Каліфорнії, а на східних схилах — у пустелю Сонора. Південна частина Прибережних хребтів є частиною екорегіону Нижньокаліфорнійської пустелі, а північна частина, розташована в США, — екорегіону чапаралю і рідколісь гір Каліфорнії.

## Клімат
Високогір'я екорегіону є одним з небагатьох місць в Мексиці, де домінує середземноморський клімат (Csa або Csb за класифікацією кліматів Кеппена), який характеризується спекотним, сонячним і сухим літом та прохолодною, вологою зимою. Середньорічна кількість опадів тут коливається від 400 до 700 мм, більшість з яких випадають взимку.

## Флора
Основними рослинними угрупованнями екорегіону є гірські сосново-дубові рідколісся, у яких переважають сосни (Pinus spp.), яловці (Juniperus spp.), ялиці (Abies spp.) та дуби (Quercus spp.). Ізольованість гірських "небесних островів", оточених пустелями та напівпустелями, призводить до формування унікальної біоти, що включає багато ендемічних та рідкісних видів.
В горах екорегіону зростають скручені сосни (Pinus contorta subsp. murrayana), сосни Ламберта (Pinus lambertiana), сосни Джеффрі (Pinus jeffreyi) та майже ендемічні чотирихвойні сосни (Pinus quadrifolia), а також одноколірні ялиці (Abies concolor var. lowiana), каліфорнійські річкові кедри (Calocedrus decurrens) та каліфорнійські яловці (Juniperus californica). Серед поширених в екорегіоні дубів слід відзначити каліфорнійський вічнозелений дуб (Quercus agrifolia), дуб Енгельмана (Quercus engelmannii), каньйоновий дуб (Quercus chrysolepis) та ендемічний півострівний дуб (Quercus peninsularis). У деяких високогірних районах зустрічаються ізольовані насадження американської осики (Populus tremuloides). В підліску сосново-дубових рідколісь поширені чагарники тризубчастого полину (Artemisia tridentata). Також в лісах регіону у великій кількості зустрічаються епіфіти та гриби.
Ліси Сьєрра-де-Хуареса та Сьєрра-де-Сан-Педро-Мартира є одними з найбагатших у Мексиці за різноманіттям сосен, яких тут зустрічається десять видів. Вони є єдиним місцем у Мексиці, де зростають скручені сосни (Pinus contorta subsp. murrayana), які тут досягають південної межі поширення. Гори Сьєрра-де-Сан-Педро-Мартир також є домом для сосен Ламберта (Pinus lambertiana), найбільших сосен Мексики, які виростають до 70 м заввишки та мають шишки завдовжки 70 см. По всьому екорегіону зустрічаються розріджені гаї кипарису Текате (Hesperocyparis forbesii). Рідкісні сан-педро-мартирські кипариси (Hesperocyparis montana), що перебувають під загрозою зникнення, є ендеміками Сьєрра-де-Сан-Педро-Мартира, де вони ростуть на схилах та в каньйонах, на висоті від 1900 до 2520 м над рівнем моря. Серед інших дерев, що зустрічаються в екорегіоні, слід відзначити пустельну віялову пальму (Washingtonia filifera), що росте у ізольованих каньйонах та в оазах у передгір'ях.
Близько 66 видів рослин є ендеміками сосново-дубових лісів Сьєрра-де-Хуареса та Сьєрра-де-Сан-Педро-Мартира. Серед ендемічних або майже ендемічних рослин, що зустрічаються в екорегіоні, слід відзначити нижньокаліфорнійський крутик (Amorpha apiculata), змієголову кастіллею (Castilleja ophiocephala), бідноцвіту дудлею (Dudleya pauciflora), звивисту амброзію (Ambrosia flexuosa), подушкоподібний златоцвіт (Stenotus pulvinatus), шорсткоплідний осот (Cirsium trachylomum), одноголову стефаномерію (Stephanomeria monocephala), сан-педро-мартирський полин (Artemisia martirensis) та кактус Момберга (Echinocereus pacificus subsp. mombergerianus).

## Фауна
Серед поширених в екорегіоні ссавців слід відзначити південного чорнохвостого оленя (Odocoileus hemionus fuliginatus), пустельного товсторога (Ovis canadensis nelsoni), великовухого зайця (Lepus californicus), пустельного кролика (Sylvilagus audubonii), західну сіру вивірку (Sciurus griseus), каліфорнійського ховраха (Otospermophilus beecheyi), лісового хом'яка Браянта (Neotoma bryanti), піньйонову мишу (Peromyscus truei), прикрашену мідицю (Sorex ornatus) та майже ендемічного каліфорнійського бурундука (Neotamias obscurus). Серед поширених в регіоні хижих ссавців слід відзначити північноамериканську пуму (Puma concolor couguar), руду рись (Lynx rufus), койота (Canis latrans), сіру лисицю (Urocyon cinereoargenteus), американського борсука (Taxidea taxus), західного плямистого скунса (Spilogale gracilis) та північноамериканську котофредку (Bassariscus astutus). Ендеміками екорегіону є нижньокаліфорнійські кроти (Scapanus anthonyi) та вивірки Мірнса (Tamiasciurus douglasii mearnsi).
Серед поширених в екорегіоні птахів слід відзначити гірську перепелицю (Oreortyx pictus), каліфорнійську перепелицю (Callipepla californica), білоголового орлана (Haliaeetus leucocephalus), аметистовоголову каліпту (Calypte costae), чорноволу гілу (Melanerpes formicivorus), блакитну сойку (Gymnorhinus cyanocephalus), каліфорнійську сойку (Aphelocoma californica), каролінського повзика (Sitta carolinensis), повзика-крихітку (Sitta pygmaea), каліфорнійську синицю (Baeolophus inornatus), гірську гаїчку (Poecile gambeli), західного блакитника (Sialia mexicana), західного піві-малюка (Empidonax difficilis), біловусого пісняра-лісовика (Setophaga nigrescens), маскового чижа, (Spinus lawrencei) та соснового чижа (Spinus pinus). Каліфорнійські кондори (Gymnogyps californianus) були винищені в горах регіону у 1930-х роках, однак завдяки зусиллям природоохоронців цих птахів була врятовано від повного вимирання, і у 2002 році кондори були реінтродуковані у високогір'ях Сьєрра-де-Сан-Педро-Мартира. Станом на 2022 рік мексиканська популяція каліфорнійських кондорів нараховувала близько 30 особин.

## Збереження
Завдяки важкодоступності екорегіону значна частина лісів Сьєрра-де-Хуареса та Сьєрра-де-Сан-Педро-Мартира залишаються незайманими. Близько 24,2 % площі екорегіону є заповідними територіями. Природоохоронні території включають: Національний парк Конституції 1857 року та Національний парк Сьєрра-де-Сан-Педро-Мартира. Озеро Лагуна-Хансон, розташоване в горах Сьєрра-де-Хуарес, визнане Рамсарським водно-болотним угіддям міжнародного значення.